# Micromeria lanata
Micromeria lanata là một loài thực vật có hoa trong họ Hoa môi. Loài này được (C.Sm. ex Link) Benth. mô tả khoa học đầu tiên năm 1835.